# キンバト
キンバト（金鳩、Chalcophaps indica）は、ハト目ハト科に分類される鳥類。

## 分布
種小名indicaは「インドの」の意。
インド、インドネシア、オーストラリア（クリスマス島、ノーフォーク島含む）、カンボジア、シンガポール、スリランカ、タイ、中華人民共和国、台湾、ネパール、バヌアツ、パプアニューギニア、バングラデシュ、フィリピン、ブータン、ブルネイ、ベトナム、マレーシア、ミャンマー、ラオス
日本では、宮古島以南の南西諸島に留鳥として分布する。他の地域での観察記録はほとんどない。
- C. i. yamashinai　キンバト

日本（八重山列島）固有亜種

## 形態
全長25cm。頭部から背面にかけては青味がかった灰色、背面と雨覆は光沢のある緑色、腹面は褐色の羽毛で覆われる。
嘴や後肢は赤い。
オスは額から眼上部の羽毛が白いが、メスは灰色。

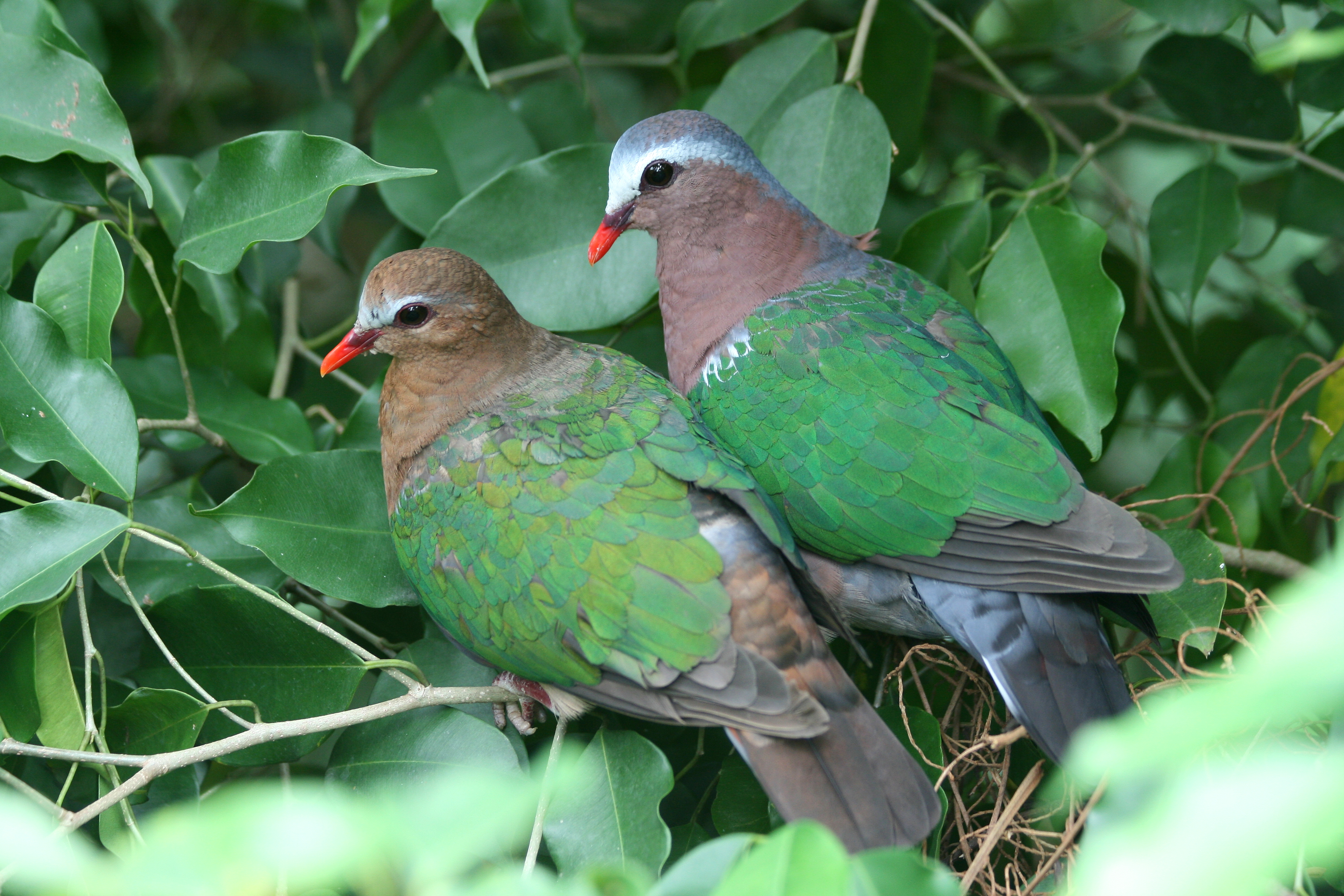
つがい。メス（左）とオス（右）
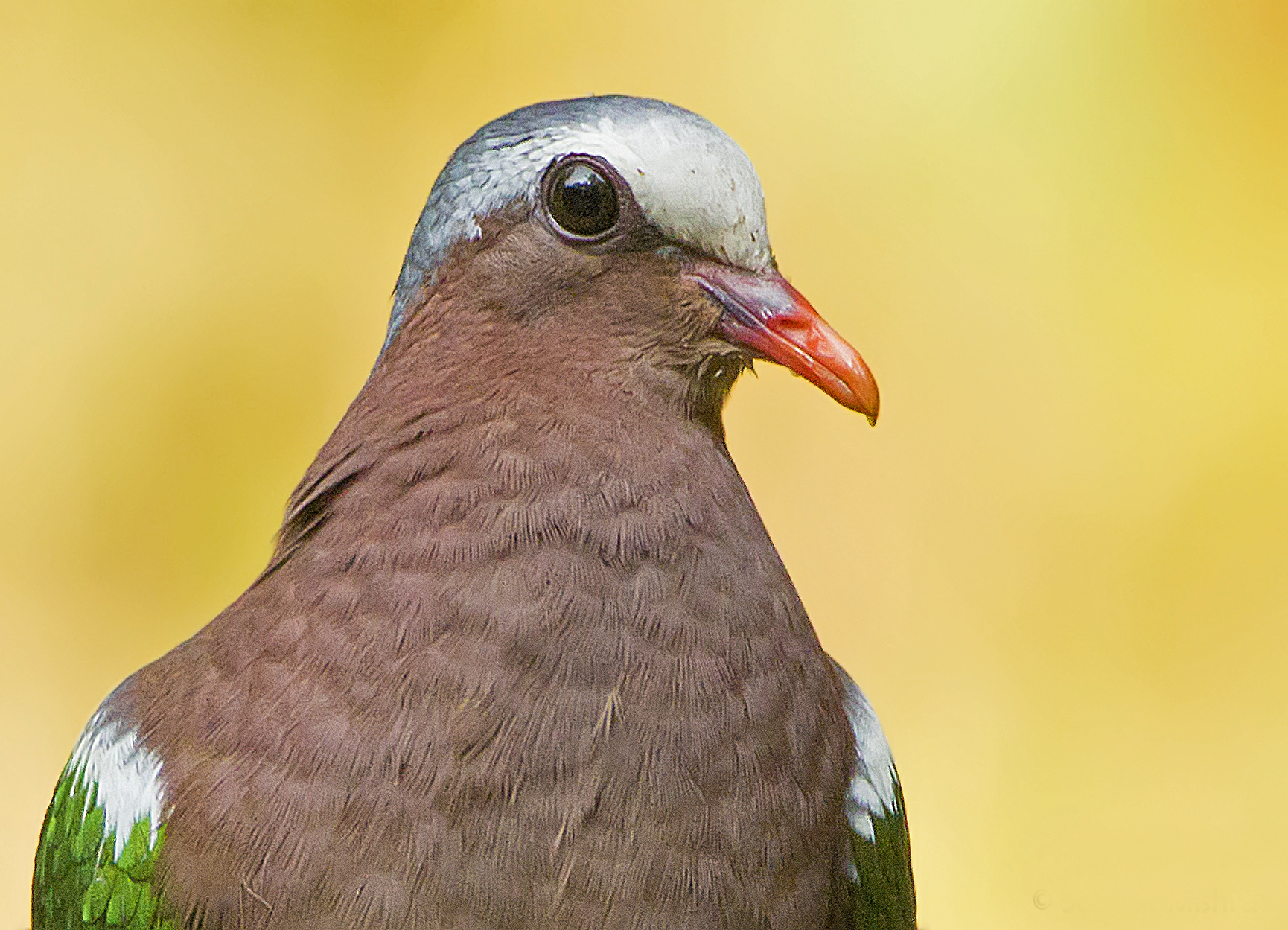
オスの頭部
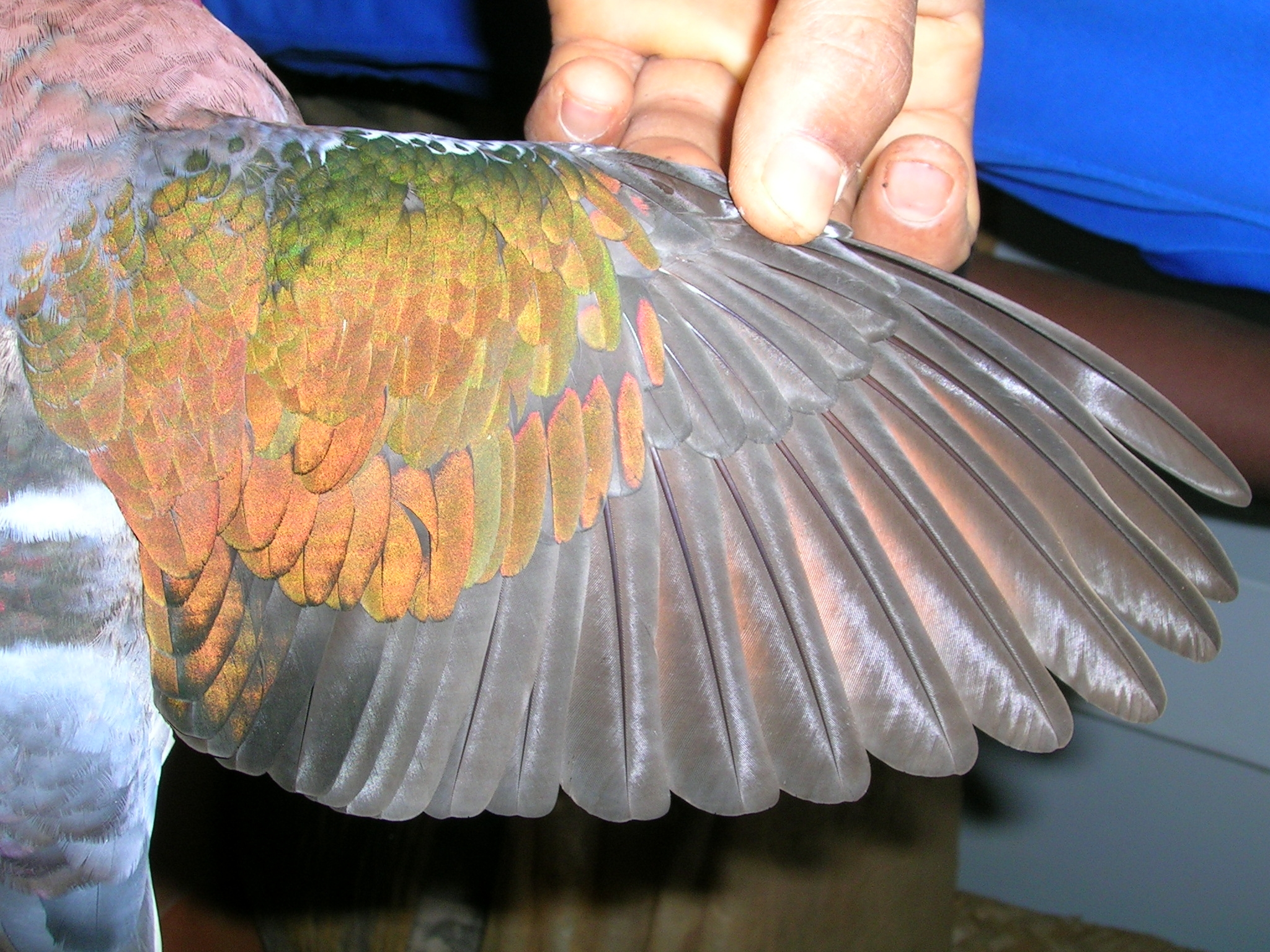
羽
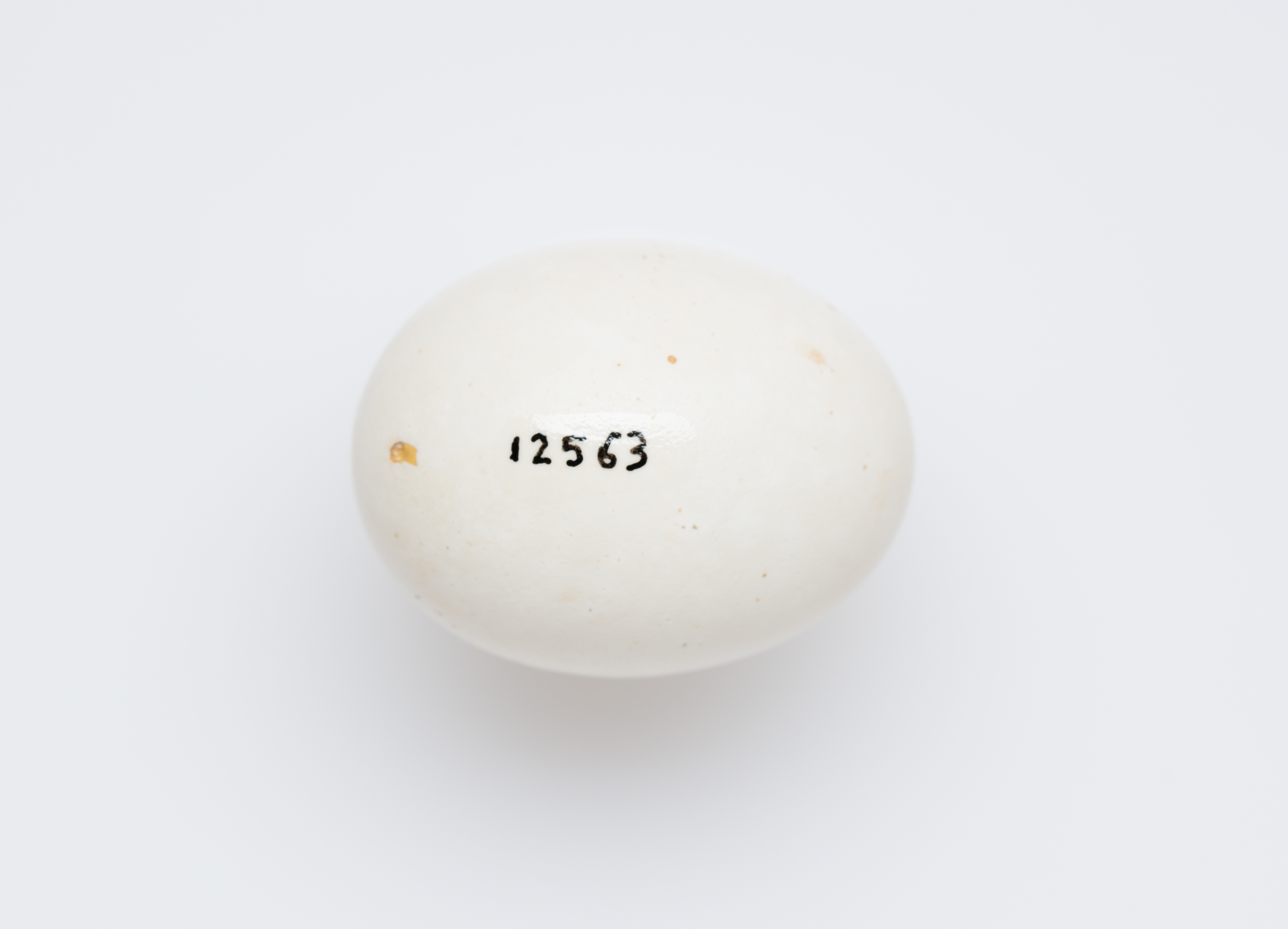
卵

## 亜種
- Chalcophaps indica yamashinai　キンバト - 等

## 生態
森林に生息する。比較的薄暗い林を好む。林の中を低く飛ぶことが多く、長距離を飛ぶことは少ない。
食性は植物食傾向の強い雑食で、果実、種子、シロアリ等を食べる。地表を徘徊し採食を行う。
鳴き声は「ホッホロロ」または「コッコロロ」。「ウーウー」と繰り返し鳴くこともある。
繁殖形態は卵生。樹上に枯枝等を組み合わせた皿状の巣を作り、1回に2個の卵を産む。

## 人間との関係
開発による生息地の破壊に伴い生息数は減少している。日本では国の天然記念物に指定されている（指定名称は「リュウキュウキンバト」）。